# Polykarp Kusch
Polykarp Kusch (ur. 26 stycznia 1911 w Blankenburgu, zm. 20 marca 1993 w Dallas) – amerykański fizyk niemieckiego pochodzenia, w roku 1955 wspólnie z Willisem Lambem uhonorowany Nagrodą Nobla w dziedzinie fizyki za precyzyjne określenie momentu magnetycznego elektronu, który okazał się większy niż był teoretycznie przewidywany, co doprowadziło do wielu zmian w elektrodynamice kwantowej.